# Remagine
| Críticas profissionais | Críticas profissionais |
| Avaliações da crítica  | Avaliações da crítica  |
| Fonte                  | Avaliação              |
| ---------------------- | ---------------------- |
| Allmusic               | [ 1 ]                  |

Remagine é o quarto álbum de estúdio da banda holandesa de metal sinfônico After Forever, que foi lançado em 2005 nos Países Baixos pela Transmission Records. O álbum está disponível em duas versões, um SACD com três canções bônus e uma "edição especial" com um DVD. O DVD contém uma galeria de fotos e um documentário making of.

## Faixas
| N.º            | Título                                      | Compositor(es)   | Duração |  |
| 1.             | "Enter"                                     | Floor Jansen     | 1:06    |  |
| 2.             | "Come"                                      | Jansen           | 5:02    |  |
| 3.             | "Boundaries Are Open"                       | Jansen, Bas Maas | 3:44    |  |
| 4.             | "Living Shields"                            | Jansen           | 4:11    |  |
| 5.             | "Being Everyone"                            | Jansen           | 3:37    |  |
| 6.             | "Attendance"                                | Jansen           | 3:27    |  |
| 7.             | "Free of Doubt"                             | Jansen           | 4:40    |  |
| 8.             | "Only Everything"                           | Jansen           | 6:33    |  |
| 9.             | "Strong"                                    | Jansen           | 3:38    |  |
| 10.            | "Face Your Demons"                          | Jansen           | 4:57    |  |
| 11.            | "No Control"                                | Jansen           | 3:17    |  |
| 12.            | "Forever"                                   | Jansen, Maas     | 5:10    |  |
| 13.            | "Taste the Day" (faixa bônus)               | Jansen           | 2:54    |  |
| 14.            | "Live and Learn (The Key #2)" (faixa bônus) | Jansen           | 4:16    |  |
| 15.            | "Strong (Piano Version)" (faixa bônus)      | Jansen           | 5:10    |  |
| Duração total: | Duração total:                              | Duração total:   | 61:42   |  |

## Créditos

### A banda
- Sander Gommans – guitarra, violão, vocais, engenharia de áudio, produção
- Luuk van Gerven – baixo
- Floor Jansen – vocais
- André Borgman – bateria
- Bas Maas – guitarra, vocais
- Joost van den Broek – teclado, piano, arranjo dos corais e orquestra, engenharia de áudio, produção

### Músicos convidados
- Thomas Glöckner – violino
- Gregor Dierck – violino
- Benjamin Spillner – violino
- Swantje Tessmann – viola
- Marisy Stumpf – viola
- Thomas Rühl – viola
- Saskia Ogilvie – violoncelo
- Jörn Kellerman – violoncelo
- Rannveig Sif Sigurdardottir – mezzo-soprano (coral)
- Amanda Somerville – alto, treinadora vocal, produção dos vocais
- Previn Moore – baixo, tenor (coral)

### Produção
- Hans Pieters – produção, engenharia de áudio
- Andreas Grotenhoff – engenharia de áudio, produção das faixas de piano
- Alfred Meinstedt – engenharia de áudio, produção das faixas de piano
- Sascha Paeth – produção vocal, engenharia de áudio, mixagem
- Philip Colodetti – produção vocal, engenharia de áudio, mixagem
- Miro – engenharia das faixas orquestrais
- Olaf Reitmeier – engenharia das faixas orquestrais
- Peter van 't Riet – masterização